# 女王と狼男
「女王と狼男」（じょおうとおおかみおとこ、原題: Tooth and Claw）は、イギリスのSFテレビドラマ『ドクター・フー』シリーズ2第2話。2006年4月22日にBBC Oneで初放送された。
本エピソードは1879年のスコットランドを舞台とする。修道士の一味が地球外生物の狼男を使って大英帝国の乗っ取りを画策し、ヴィクトリア女王を狼に変えて狼の帝国を築こうとする。

## 制作
ドクターとローズがヴィクトリア女王に対面した際に10代目ドクターがスコットランド英語を話すが、これは実際にドクター役のデイヴィッド・テナントのネイティブアクセントである。イソベル役のミシェル・ダンカンとレイノルズ大尉役のジェイミー・サイブスは脚本の読み通しに出席できず、たまたま『ドクター・フー』のセットを訪れていたテナントの両親が代わりに読むこととなった。テナントはシリーズの記者会見で「今回はスコットランドを舞台にしているから、読み通しを依頼されて嬉しかった。僕の母がレディ・イソベル、父がレイノルズ大尉を演じて、すごく幸せだったよ。それに、本当は役を演じられないと聞いて二人は本当に怒ったんだよ！『落ち着いて、母さん父さん、箱に戻って！』って感じ。」と述べた。
トーチウッド館の外観はスウォンジーバレーの Craig-y-Nos Castle で撮影された。修道士の戦闘シーンはセント・ニコラスのディフリンガーデンで撮影された。
撮影中にビリー・パイパーの髪に火が付いた。Doctor Who Confidential でインタビューを受け、ユーロス・リン監督は映画『グリーン・デスティニー』などの様々な映画の要素がオープニングの戦闘シーンを見ると確認できると語った。
本作の狼男はCGIである。BBCのプレスリリースでのヴィクトリア女王役ポーリーン・コリンズの発言によると、2人のパフォーマンスアーティストが狼男の動きをテストして、演技過剰になっている問題を話し合っていたが、これはグリーンスクリーンに反応しているだけであった。DVDボックスセットには、ナイトの称号を与えられたドクターとローズがターディスに逃げる削除シーンが収録されている。

### キャスティング
ポーリーン・コリンズは以前2代目ドクターのシリーズ The Faceless Ones (1967) でサマンサ・ブリッグズ役を演じていた。これにより彼はウイリアム・トーマス（Remembrance of the Daleks と「悲しきスリジーン」）やニシャ・ネイヤー（Paradise Towers と「バッド・ウルフ」/「わかれ道」）に続いて新旧『ドクター・フー』に出演した3人目の俳優となった。コリンズは1967年にコンパニオン役のオファーを受けていたが断っていた。コメンタリーによると、狼男の宿主を演じた俳優トム・スミスはデイヴィッド・テナントと同じドラマスクールに所属していた。
サー・ロバートが女王よりも先に窓の安全を確かめると申し出たとき、女王は "my Sir Walter Raleigh" と彼に言う。これはサー・ロバート役の俳優デレク・リデルがBBCの前年のドラマ The Virgin Queen でウォルター・ローリー役を演じたことによる。元々の脚本ではヴィトリア女王がフランシス・ドレークに言及していたが、これは誤りであるとリデルが指摘した。なお、上記の台詞はHulu版の字幕では「サー・ウォルター・ローリーのよう」、NHK吹替版では「サー・ロバート、何を申す」と翻訳されている。

### 連続性
ドクターが女王と対面した際にジェームズ・マックリモンと名乗っているが、これは18世紀の若いスコットランド人配管工の名前であり、2代目ドクターのコンパニオンであった。フレイザー・ハインズが演じた。

## 文化的参照
原題はアルフレッド・テニスンによる1850年の詩 In Memoriam A.H.H. の "Nature, red in tooth and claw" を強く暗示している。この詩はヴィクトリア女王が気に入っていたものであり、1861年にアルバート公が逝去した際には彼女の慰めになった。エピソードの冒頭でローズがこの時代に相応しくない服装をしていることについて、ドクターは Walter Lesly（「この裸の娘を追いかけての野越え山越え走り回って」"I've been chasin' this- this wee naked child over hill and over dale,"）とロバート・バーンズの詩 To a Mouse（「だよな？このじゃじゃ馬娘」"Isn't that right, ye tim'rous beastie?"） を引用して説明している。
1879年には既に女王が6回暗殺未遂を経験しているとドクターは語っており、確認されている暗殺未遂は1840年に1回、1842年に3回、1849年に1回、1850年に1回起きている。1879年の後には1882年と1887年に暗殺未遂が起きた。7代目ドクターのシリーズ Ghost Light では、女王暗殺による大英帝国の占領を画策する地球外勢力とドクターが1883年に対立した。
ドクターはバラモリー村の出身であると主張したが、Balamory は2002年から2005年まで放送された人気の実写子ども番組であり、マル島を舞台としている。また、ドクターはエディンバラ大学のベル教授の下で研究したと主張しており、これはシャーロック・ホームズのモデルでもあるジョセフ・ベルのことである。The Moonbase (1967) では、2代目ドクターが1888年に別のスコットランド人博士ジョゼフ・リスターの下で学んでいたと主張した。

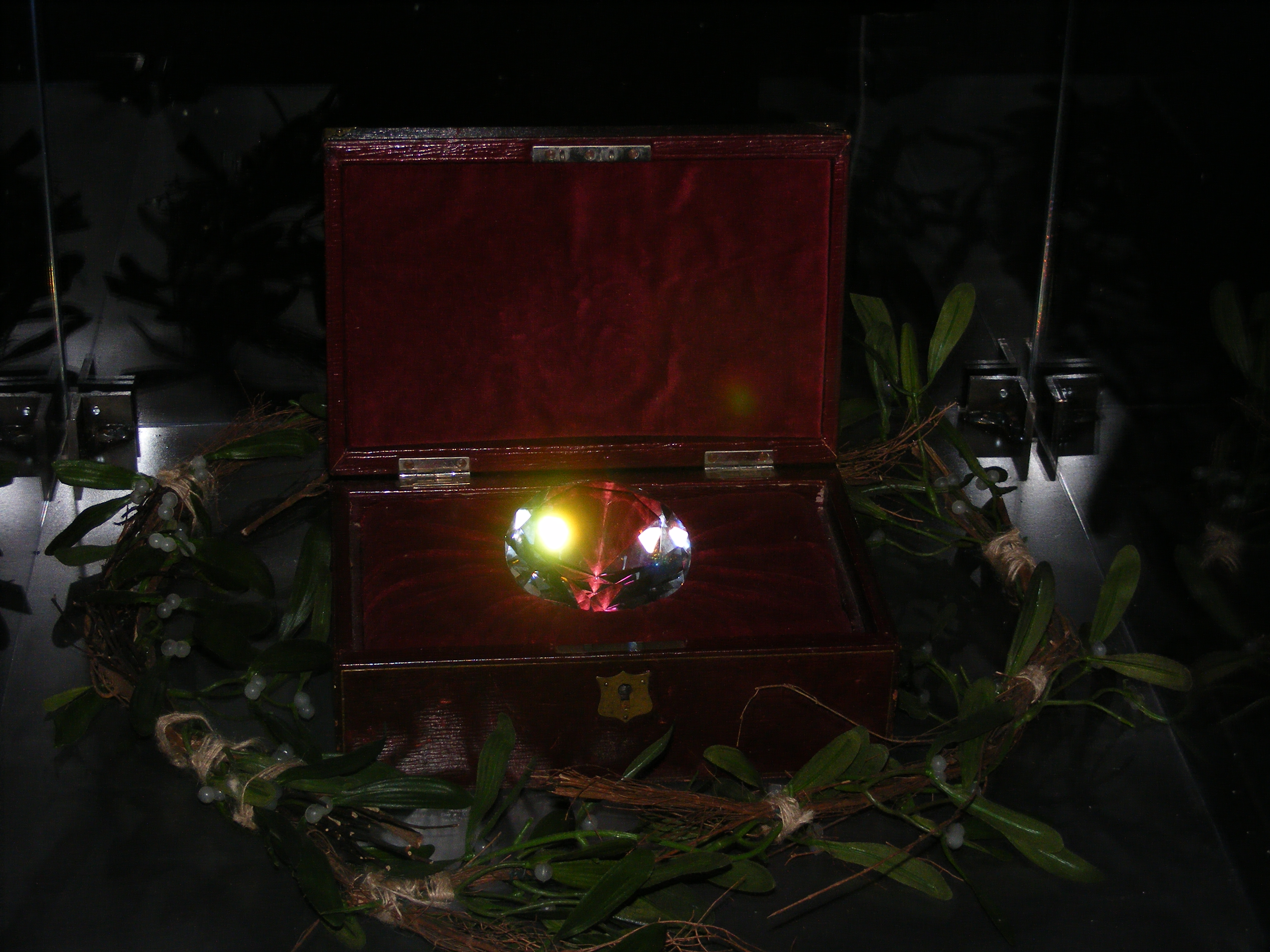
コ・イ・ヌールの小道具

ヤドリギはスコットランドではほとんど知られていないが、狼男への伝統的な対抗策として実際に用いられた。コメンタリーでは脚本編集のサイモン・ウィンストンは、ヤドリギが抗痙攣薬としても利用され、宿主が変身する際に生じる痙攣を抑えていたと主張した。また、アルバート公がコ・イ・ヌールのカットを続けてその結果に満足しなかったのは、石をカットしすぎたためであるとウィンストンは提案した。ヴィトリア女王はコ・イ・ヌールを持つ者に死が訪れると述べたが、コ・イ・ヌールの呪いは男性にしか効果を発揮しないと考えられており、現にコ・イ・ヌールはエリザベス2世の母エリザベス・ボーズ＝ライアンの冠に埋め込まれている。エピソードの終盤では、ヴィトリア女王が狼男による切り傷を負ったことで子孫が血友病を患うだろうとドクターがコメントしている。女王の息子レオポルドと5人の娘のうち2人アリスとベアトリスは血友病が遺伝し、特にレオポルドは30歳で息を引き取った。彼女の子どもたちが他のヨーロッパの王室と婚姻したため、ヨーロッパ中の王室に血友病が拡大することとなった。
ローズはヴィトリア女王から何度も「我は愉快ではない」("We are not amused") と言わせようとし、最終的に成功してドクターとの賭けに勝った。この著名なフレーズは一般にヴィクトリア女王に由来するとされるが、歴史的な根拠はない。

## 放送とDVDリリース
当夜の視聴者数は最高で1003万人に達し、平均視聴者数はタイムシフトを考慮して924万人であった。視聴者評価指数は83を記録した。ウェブサイト Defending the Earth! が「女王と狼男」のためにアップデートされ、視聴者へミッキー・スミスからライブメッセージが届いた。ミッキーはトーチウッドのウェブサイトを使って人工衛星を追跡していたがシステムに追い出されたと語り、視聴者を Torchwood House のウェブサイトへリダイレクトし、パスワード Victora を使って望遠鏡にアクセスして人工衛星の追跡の手助けするよう依頼した。
日本語版は2006年12月19日にNHK BS2で初放送され、地上波ではNHK教育により2007年12月11日に放送された。2011年3月26日には LaLa TV で放送された。
2006年6月5日に「同窓会」や「暖炉の少女」と共にDVDがリリースされ、2006年11月20日にはシリーズ2のボックスセットの一部としてもリリースされた。これには脚本家ラッセル・T・デイヴィスと視覚効果スーパーバイザーのデイヴィッド・ハントン、美術監督スティーヴン・ニコラスによるオーディオコメンタリーが収録された。
日本語版では、地上波での放送に先駆けて2007年5月23日に「女王と狼男」を含めたシリーズ2のDVDボックスが発売された。特典映像としてメイキングである Doctor Who Confidential 「恐怖のエレメント」が収録されている。

## 評価
『SFX』誌のイアン・ベリマンは「女王と狼男」にひどく好意的であり、ヴィクトリア女王を演じたコリンズの演技を称賛した。また、特にデイヴィスの脚本とエピソードのトーンも高評価した。IGNのアフサン・ハクは10段階評価で7.8をつけ、狼男に使われた撮影技術と特殊効果を強調した。しかし、彼はこのエピソードを面白く興奮する場面もあるとしたが、狼男がドクターたちを追うなどの要素が『ドクター・フー』には似合わないと感じて満足しなかった。2010年にマット・ウェールズは「女王と狼男」を10代目ドクターのエピソードで第7位に位置づけた。しかし、『デジタル・スパイ』誌のデック・ホーガンは本作にさほど肯定的でなく、狼は見栄えが素晴らしいとしながらも、「新地球」の後では盛り下がると感じた。